# Müritz
Müritzⓘ – drugie, po Jeziorze Bodeńskim, pod względem wielkości jezioro Niemiec, a największe wewnętrzne (gdyż Jezioro Bodeńskie należy także do Szwajcarii i Austrii). Położone w kraju związkowym Meklemburgia-Pomorze Przednie, na Pojezierzu Meklemburskim.

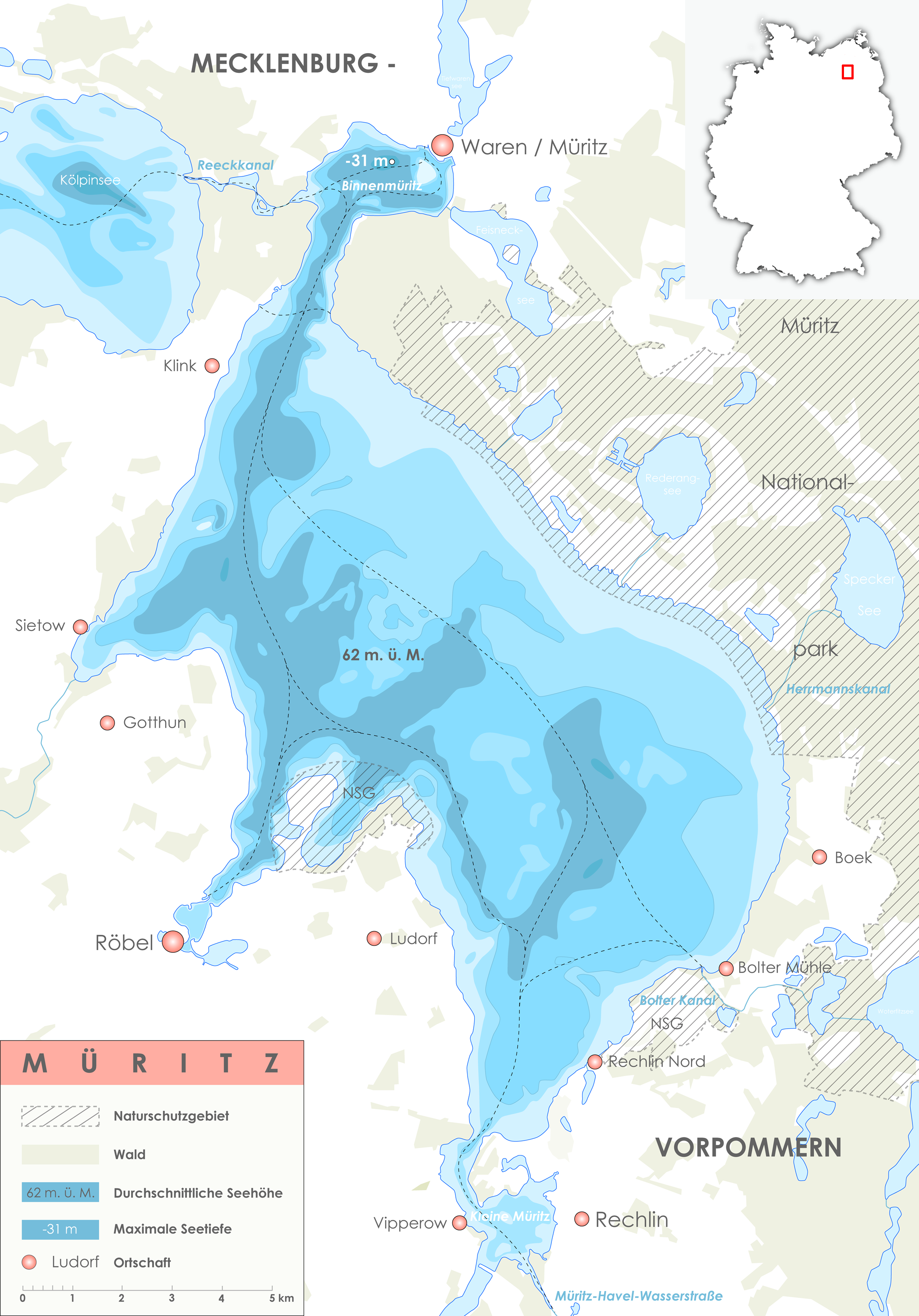

## Historia i hydrologia
Jezioro powstało podczas zlodowacenia poprzedzającego zlodowacenie północnopolskie. Ma powierzchnię 117 km², a jego głębokość dochodzi do 31 m. Leży obecnie na wysokości 62 m n.p.m. Pierwotnie leżało około 1,5 m niżej, w wyniku regulacji jego poziom doszedł nawet do 64 m n.p.m. Ostatecznie został ustalony w XIX w. podczas budowy drogi wodnej, kiedy to skanalizowano rzekę Elde na odcinku łączącym jeziora Müritz, Kölpinsee, Fleesensee i Plauer See i poziom jezior wyrównano (na odcinku tym nie ma śluz).
Zachodni brzeg jeziora to głównie łąki, małe lasy i łagodne wzniesienia. Na wschodnim brzegu znajduje się część parku narodowego. Znajdują się tam mokradła, podmokłe lasy i skupiska trzcin. Wschodni brzeg jest nierozwinięty i otoczony płyciznami, zachodni natomiast ma kilka sporych zatok, a nadto zachodnia część jeziora jest dużo głębsza.
Jezioro tworzy, w sensie geologicznym, jeden akwen z położonym na południe ciągiem trzech mniejszych jezior: Kleine Müritz, Müritzarm i Müritzsee, które jednak tradycyjnie uznawane są za odrębne jeziora (jest to podobny układ hydrologiczny jak polskie jezioro Śniardwy połączone z jeziorami Mikołajskim i Bełdany). Müritz należy do zlewiska rzeki Elde (Łada): rzeka przepływa przez nie z południa na północ, a następnie przez zatokę Binnenmüritz (nad którą leży miasto Waren) łączy Müritz z pozostałymi Wielkimi Jeziorami Meklemburskimi (Kölpinsee, Fleesensee i Plauer See.) W latach 1949–1990 Jezioro Müritz był największym jeziorem Niemieckiej Republiki Demokratycznej.

## Ochrona przyrody i żegluga turystyczna
Poza obszarami chronionego krajobrazu w 1990 roku utworzono na jego części Park Narodowy Müritz. Otacza on jezioro od strony wschodniej i pas wody przy wschodnim brzegu (skądinąd są to głównie niedostępne dla większych jednostek płycizny) stanowi rezerwat.
Jezioro Müritz jest połączone poprzez rzekę Ładę z Łabą (droga wodna obejmująca Müritz, pozostałe Wielkie Jeziora Meklemburskie i rzekę Elde nazywana jest Müritz – Elde Wasserstraße), a także z jeziorem Szweryńskim i Schwerinem. Od strony południowej jest połączone z Hawelą kanałem Muritz-Hawela, przekopanym w latach 1831–1836, a przebudowanym sto lat później (Müritz – Havel Wasserstraße). Następnie przez górną Hawelę (Obere Havel Wasserstraße) ma połączenie z kanałem Odra-Hawela (Havel-Oder-Wasserstraße), a przez ten kanał z Odrą i Berlinem.
Nad Müritz leży siedem miejscowości gminnych, w tym dwa miasta – Waren (Müritz), główny ośrodek regionu Wielkich Jezior Meklemburskich i mniejsze Röbel/Müritz. Inne miejscowości to Rechlin (częściowo nad Kleine Müritz), Vipperow, Ludorf, Gotthun, Sietow i Klink.
Jezioro, poza zawsze uprawianym w czasach historycznych rybołówstwem, w XX w. jest bardzo intensywnie wykorzystywane turystycznie z uwagi na położenie w centrum Pojezierza Meklemburskiego, największej niemieckiej sieci jezior. Poprzez kanały łączy się z około 90 innymi jeziorami tego pojezierza. Leży nad nim wiele portów jachtowych, szeroko rozwinięte jest wynajmowanie jachtów i barek. Pływają na nim liczne statki pasażerskie, ich linie łączą miejscowości leżące nad jeziorem Müritz z położonymi nad sąsiednimi akwenami miastami Mirow, Malchow i Plau am See.

## Hydronimia
Nazwa pochodzenia słowiańskiego, oznaczała dosłownie „małe morze”. Tłumaczona na język polski jako Jezioro Morzyce lub Jezioro Morzyckie.
W przeciwieństwie do wielu innych niemieckich nazw jezior, to nazywa się po prostu Müritz, a nie Müritzsee jak np. Bodensee (Jezioro Bodeńskie), czy Schweriner See; nazwę Müritzsee nosi południowa część odgałęzienia wodnego, niezaliczanego do powierzchni Müritz.
- Jeziora Niemiec
- Lista parków narodowych w Niemczech
- Pojezierze Meklemburskie
- Waren (Müritz)
- Röbel/Müritz